# Communauté métropolitaine de Montréal
Pour les articles homonymes, voir CMM.
La Communauté métropolitaine de Montréal (CMM) est un organisme de gestion régionale des services à la population de la région urbaine de Montréal, au Québec (Canada). Elle opère ses activités depuis 2001. Elle regroupe 82 municipalités, soit 4 millions de personnes sur un territoire de plus de 4 360 km2.

## Historique
La CMM est constituée en 2001 à la suite de l'adoption de la Loi sur la Communauté métropolitaine de Montréal. Elle est la plus récente des nombreuses tentatives de gouvernement régional à Montréal.

## Compétences
La Communauté métropolitaine de Montréal est un organisme de planification, de concertation, de coordination et de financement dans l'exercice des compétences suivantes :
1. l'aménagement du territoire ;
2. le développement économique ;
3. le développement artistique et culturel ;
4. le logement social ;
5. les équipements, infrastructures, services et activités à caractère métropolitain ;
6. le transport en commun et le réseau artériel métropolitain ;
7. la planification de la gestion des matières résiduelles ;
8. l'assainissement de l'atmosphère ;
9. l'assainissement des eaux.

## Composition du conseil
Le conseil de la CMM comprend 28 membres :
- la mairesse de Montréal et treize membres parmi les conseils des municipalités de l'agglomération de Montréal
- le maire de Laval et deux membres du conseil de la ville
- la mairesse de Longueuil et deux membres parmi les conseils des municipalités de l'agglomération de Longueuil
- quatre maires issus des municipalités de la couronne Nord de Montréal
- quatre maires issus des municipalités de la couronne Sud de Montréal.

## Commissions
Le conseil de la Communauté se constitue de cinq commissions permanentes :
- la commission de l'aménagement
- la commission de l'environnement
- la commission du développement économique, des équipements métropolitains et des finances
- la commission du logement social
- la commission du transport.

Chaque commission est consultative et a pour fonction de donner suite aux mandats donnés par le conseil ou le comité exécutif.
Pour chaque commission, le conseil nomme quatre membres de l'agglomération de Montréal, un membre de l'agglomération de Longueuil, un membre de la Ville de Laval, un membre de la couronne Nord et un membre de la couronne Sud.

## Liste des municipalités

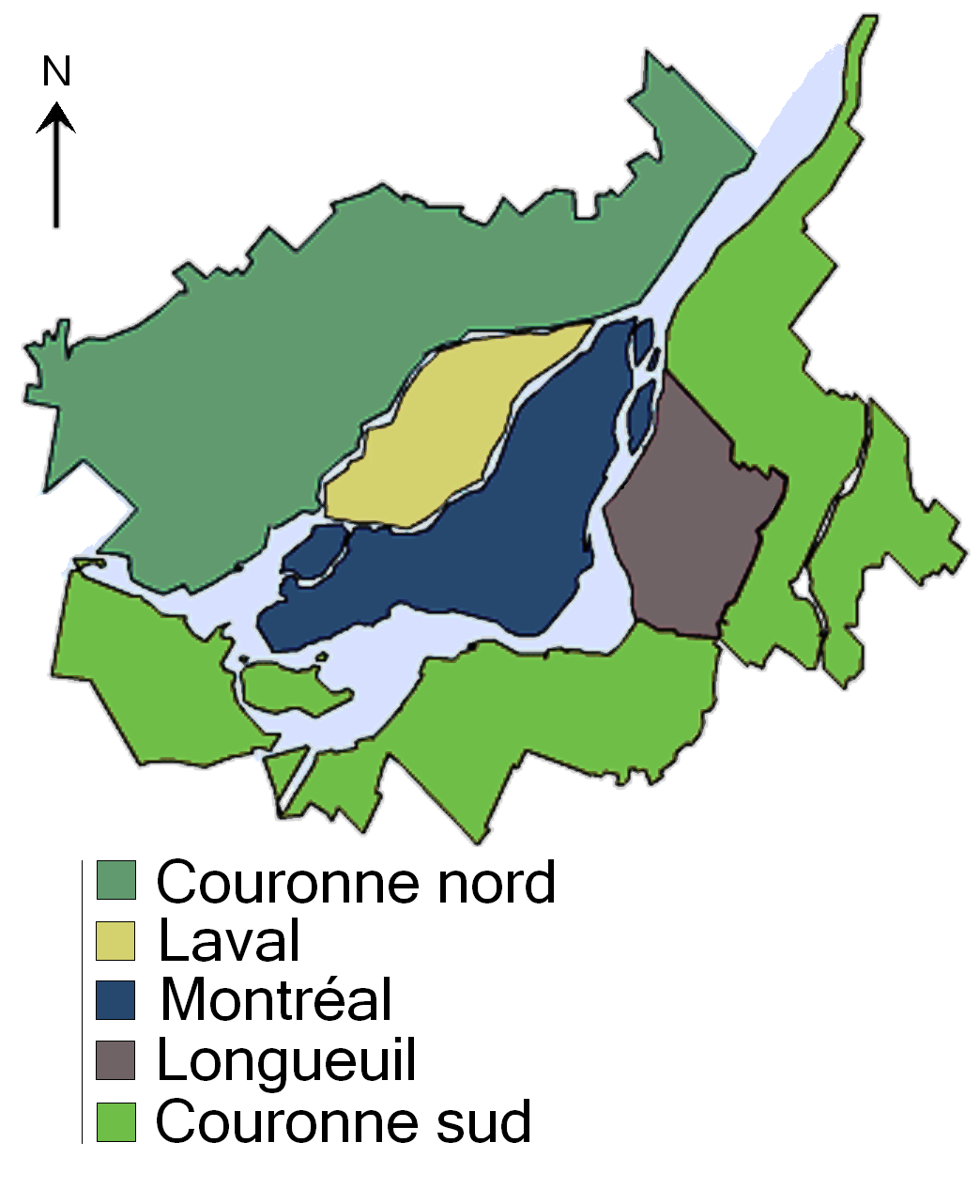
Carte de la Communauté métropolitaine de Montréal : Couronne nord, Laval, agglomération de Montréal, Longueuil, Rive-Sud de Montréal.

1. Baie-D'Urfé
2. Beaconsfield
3. Beauharnois
4. Belœil
5. Blainville
6. Brossard
7. Boisbriand
8. Bois-des-Filion
9. Boucherville
10. Calixa-Lavallée
11. Candiac
12. Carignan
13. Chambly
14. Charlemagne
15. Châteauguay
16. Côte-Saint-Luc
17. Contrecœur
18. Delson
19. Dollard-Des Ormeaux
20. Dorval
21. Deux-Montagnes
22. Hampstead
23. Hudson
24. Kirkland
25. L'Assomption
26. L'Île-Cadieux
27. L'Île-Dorval
28. L'Île-Perrot
29. La Prairie
30. Laval
31. Léry
32. Les Cèdres
33. Longueuil
34. Lorraine
35. Mascouche
36. McMasterville
37. Mercier
38. Mirabel
39. Mont-Royal
40. Montréal
41. Montréal-Est
42. Montréal-Ouest
43. Mont-Saint-Hilaire
44. Notre-Dame-de-l'Île-Perrot
45. Oka
46. Otterburn Park
47. Pincourt
48. Pointe-Calumet
49. Pointe-Claire
50. Pointe-des-Cascades
51. Repentigny
52. Richelieu
53. Rosemère
54. Saint-Amable
55. Sainte-Anne-de-Bellevue
56. Saint-Basile-le-Grand
57. Saint-Bruno-de-Montarville
58. Saint-Constant
59. Sainte-Anne-des-Plaines
60. Sainte-Catherine
61. Sainte-Julie
62. Sainte-Marthe-sur-le-Lac
63. Sainte-Thérèse
64. Saint-Eustache
65. Saint-Isidore
66. Saint-Jean-Baptiste
67. Saint-Joseph-du-Lac
68. Saint-Lambert
69. Saint-Lazare
70. Saint-Mathias-sur-Richelieu
71. Saint-Mathieu
72. Saint-Mathieu-de-Beloeil
73. Saint-Philippe
74. Saint-Sulpice
75. Senneville
76. Terrasse-Vaudreuil
77. Terrebonne
78. Varennes
79. Vaudreuil-sur-le-Lac
80. Vaudreuil-Dorion
81. Verchères
82. Westmount

## Plan métropolitain d'aménagement et de développement (PMAD)
La Communauté métropolitaine de Montréal est responsable de l'application du Plan métropolitain d'aménagement et de développement (PMAD). Ce Plan, qui a une valeur légale, détermine les objectifs de la Communauté en aménagement du territoire, environnement et transport. Les agglomérations, les municipalités régionales de comté (MRC) ainsi que les municipalités qui font partie de la CMM doivent intégrer les objectifs du Plan dans leurs outils d'aménagement locaux.
Les objectifs principaux du PMAD sont de:
- Orienter 60 % de la croissance démographique dans les aires TOD (quartiers aménagés autour du transport en commun);
- Protéger 17 % du territoire;
- Augmenter la part modale du transport collectif à 35 % à l'heure de pointe.

Afin d'effectuer le suivi du Plan, une « agora métropolitaine » est organisée tous les deux ans. Elle permet aux élus, à la société civile et aux citoyens d'échanger, de débattre et de proposer des idées pour mettre en œuvre le PMAD.

## Région métropolitaine de Montréal
La Communauté métropolitaine de Montréal ne doit pas être confondue avec la région métropolitaine de Montréal (RMM). La CMM est un organisme de gestion et de concertation qui a un pouvoir sur le développement du territoire. La RMM est une région géostatistique utilisée lors des recensements.
Le territoire de la CMM et de la RMM sont, à quelques exceptions près, identiques. 
Ainsi, les municipalités de Saint-Jérôme, Lavaltrie, L'Épiphanie (ville), L'Épiphanie (paroisse), Coteau-du-Lac, Saint-Placide, Les Coteaux, Saint-Colomban, Saint-Zotique et Gore sont incluses dans la région métropolitaine de recensement mais ne sont pas membres de la Communauté métropolitaine de Montréal. 
À l'opposé, la Communauté métropolitaine de Montréal comprend les municipalités de Contrecœur, Saint-Jean-Baptiste et Calixa-Lavallée mais ne font partie de la région métropolitaine de recensement.

## Controverse
En 2016, le gouvernement Couillard donne le plein pouvoir sur la gestion de la taxe de contribution du transport en commun sur l'immatriculation à la CMM pour sa région. 
Depuis le 1 janvier 2024, le CMM établit une taxe de contribution au transport en commun à la hauteur de 59$ par immatriculation pour un véhicule de promenade personnel. Cette mesure d'écofiscalité vise à générer des revenus pouvant être réinvestis dans le transport collectif et les infrastructures essentielles. Une mesure qui fait débat et qui s'inscrit dans un contexte où le gouvernement provincial recule dans sa contribution financière allouée au transport collectif.  
Le 30 mai 2024 , le CMM annonce une augmentation de 91$ de la taxe de contribution du transport en communs sur l'immatriculation pour le 1er janvier 2025 , rendent la taxe a 150$ par immatriculation , au point que le gouvernement du Québec a dû lancer un audit[Interprétation personnelle ?] sur la gestion du réseau du transport de la CMM , alors que la CMM n'augmente pas la contribution et que les prix du transport en communs augmente à peine[pas clair], Des municipalités après cette  annonce ont commencé à faire un procédure pour quitter le CMM[source insuffisante][source détournée]